# Palaeothentoides africanus
Il paleotentoide (Palaeothentoides africanus) è un mammifero estinto, appartenente ai macroscelidi. Visse tra il Pliocene e il Pleistocene inferiore (circa 4 - 2 milioni di anni fa) e i suoi resti fossili sono stati ritrovati in Africa.

## Descrizione
Questo piccolo animale è noto solo per resti frammentari di tre mandibole con denti, una delle quali andata perduta; è quindi impossibile ricostruirne fedelmente l'aspetto, ma dal raffronto con altri macroscelidi affini si suppone che Palaeothentoides dovesse essere molto simile agli attuali Elephantulus e Nasilio. Palaeothentoides era caratterizzato dal primo premolare inferiore a doppia radice e non incisiviforme, mentre i due successivi premolari erano dotati di cuspidi anteriori poco separate dai protoconidi; il terzo premolare era privo di protoconide ed entoconide, mentre il quarto era stretto e con un metaconide linguale e posteriore rispetto al protoconide. La cristide obliqua del quarto premolare era rigonfia e quasi riempiva il trigonide. I primi due molari erano dotati di piccole fenditure tra paraconide e metaconide. Palaeothentoides differiva dagli altri macroscelidi in alcune caratteristiche del quarto premolare inferiore: era presente un rigonfiamento labiale tra trigonide e talonide, e il metaconide era posto posteriormente.

## Classificazione
Palaeothentoides africanus venne descritto per la prima volta da Ernst Stromer nel 1932 sulla base di resti fossili rinvenuti nella zona di Klein Zee, in Namibia, risalenti al Pliocene o al Pleistocene inferiore. Inizialmente, a causa delle sue caratteristiche dentarie, questo animale venne attribuito ai marsupiali e avvicinato al genere sudamericano Palaeothentes, e fu solo in seguito che venne riconosciuta la sua appartenenza ai macroscelidi. Palaeothentoides è considerato un membro della famiglia Macroscelididae e della sottofamiglia Elephantulinae (Senut e Pickford, 2021).